# سوانزی
سوانزی (به انگلیسی: Swansea) شهری است در کشور ولز. جمعیت این شهر بر اساس آمار ۲۰۱۶ حدود ۲۴۶٬۴۶۶ نفر تخمین زده شده است.

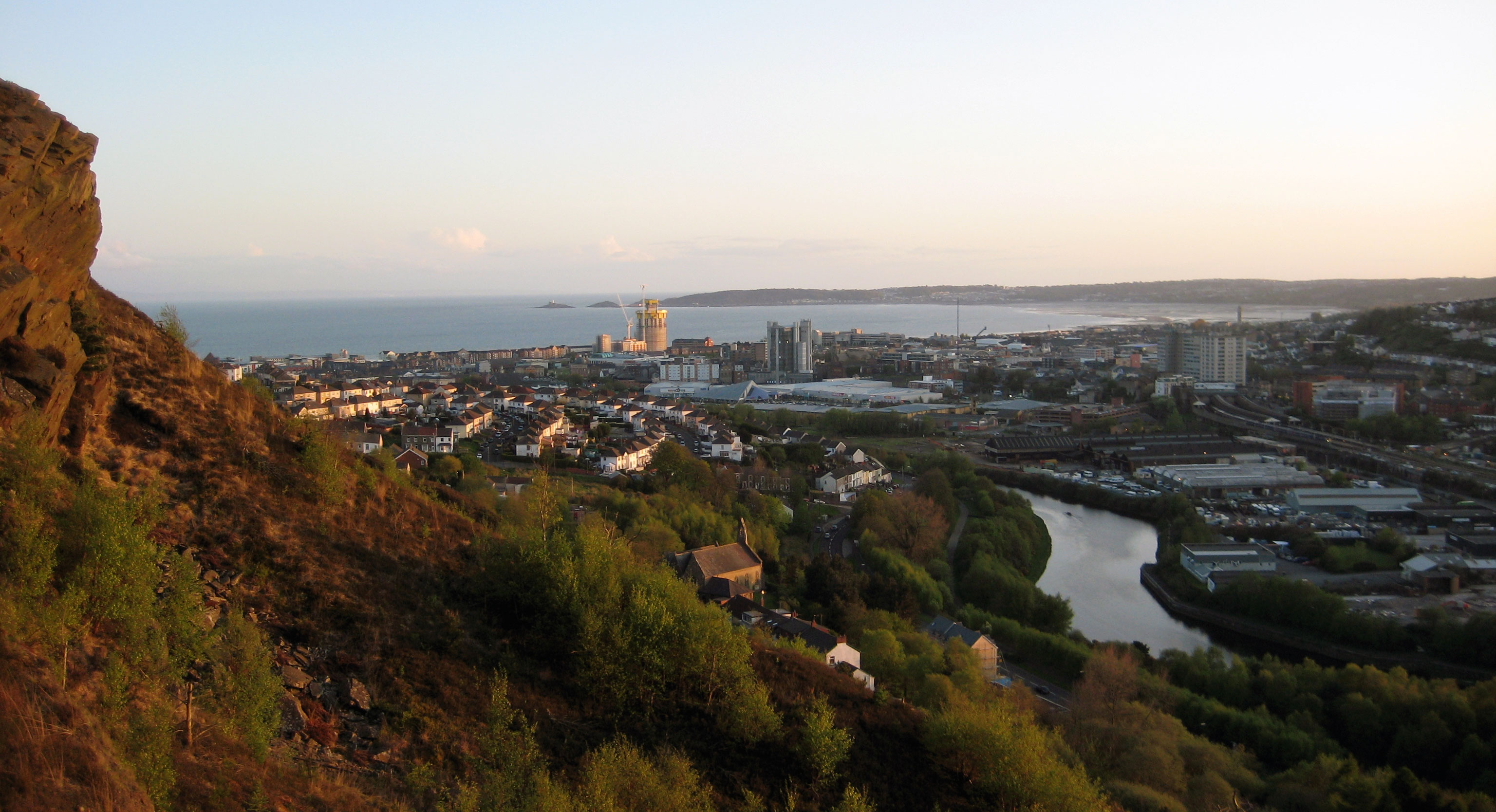
شهر سوانزی